# Зенн, Фриц
Фриц Зенн (нем. Fritz Senn; род 1 января 1928, Базель, Базель-Штадт, Швейцария) — швейцарский редактор и литературовед, специалист по творчеству Джеймса Джойса.

## Биография

### Ранние годы. Издательская работа
Родился в Базеле, но с 1933 года рос в Цюрихе. Происходил из скромной семьи: его отец был подсобным рабочим, мать — уборщицей. В 1947 году сдал экзамен на аттестат зрелости в цюрихской Оберреальшуле (нем. Oberrealschule Zürich; ныне — Гимназия математики и естественных наук Кантональной школы Рэмибюль, нем. MNG Rämibühl
Mathematisch-Naturwissenschaftliches Gymnasium). Изучал английский язык в Цюрихском университете, где преподаватель Генрих Штрауманн (нем. Heinrich Straumann) обратил его внимание на прозу Джеймса Джойса. По семейным причинам не смог завершить обучение. Долгие годы работал корректором в типографии, затем с 1976 по 1982 год — редактором в цюрихском издательстве Diogenes («Диоген»).

### Вклад в джойсоведение
Помимо профессиональной деятельности, с начала 1950-х годов самостоятельно изучал творчество Джойса. В 1962 году совместно с австралийско-британским историком и литературоведом Клайвом Хартом основал журнал A Wake Newslitter, ставший платформой для профессиональной переписки исследователей последнего, наиболее сложного экспериментального романа Джойса «Поминки по Финнегану». С 1963 по 1985 год был европейским редактором журнала James Joyce Quarterly, издаваемого Университетом Талсы (США). В 1967 году в научном партнёрстве с американскими литературоведами Бернардом Бенстоком и Томасом Ф. Стейли учредил Международный симпозиум по Джеймсу Джойсу (англ. International James Joyce Symposium), впоследствии проводивший конференции каждые два года. Составитель (совместно с немецким литературоведом и переводчиком Клаусом Райхертом) семитомного Франкфуртского собрания сочинений Джойса (нем. Frankfurter James Joyce-Ausgabe), выпущенного издательством Suhrkamp в 1969—1981 годах. С 1977 по 1982 год — президент Международного фонда Джеймса Джойса (англ. International James Joyce Foundation).
В 1982 году из-за ссоры его непосредственного начальника Герда Хаффманса (нем. Gerd Haffmanns) с руководством «Диогена» был вынужден уволиться из издательства. С 1983 по 1985 год работал неполный рабочий день на низкооплачиваемой должности редактора в новосозданном издательстве Haffmans. Для предотвращения распродажи ценной коллекции и библиотеки, собранных Зенном за годы занятий Джойсом, в 1985 году при поддержке Союза швейцарских банков (нем. Schweizerische Bankgesellschaft, SBG, с 1998 года — UBS) и кантона Цюрих был основан Цюрихский фонд Джеймса Джойса — ныне крупнейший в Европе тематический архив, хранилище документов, специализированная библиотека, литературный музей и место встреч исследователей и читательских групп. Директором Фонда в том же году был назначен сам Зенн, бессменно проработавший в этой должности до 2022 года.

### Научная карьера
Параллельно с издательской и исследовательской деятельностью Фриц Зенн в течение многих лет работал адъюнкт-профессором на кафедре английского языка Цюрихского университета, где читал вводный курс по роману Джойса «Улисс». В разные годы был приглашённым профессором в Университете штата Нью-Йорк в Буффало, Университете штата Огайо, Гавайском, Делавэрском и Индианском университетах (США). С 1996 по 2017 год входил в состав экспертного жюри гранта Ассоциации переводчиков Цуга.
Вне традиционного круга научных занятий развивает основанные им самим полупародийные «дисциплины»: охлокинетику (нем. Ochlokinetik) — «весёлую науку о человеке как существе, принципиально стоящем на пути у других людей» (нем. fröhlichen Wissenschaft vom Menschen als einem Wesen, das den anderen grundsätzlich im Weg steht) — и тихоматику (нем. Tychomatik): «знание о суверенных махинациях судьбы не в мою пользу» (нем. Kunde vom souveränen Fummeln des Schicksals zu meinen Ungunsten).

## Учёные степени
- Почётный доктор Кёльнского университета (1972)
- Почётный доктор Цюрихского университета (1988)
- Почётный доктор Университетского колледжа Дублина (2004)[16]

## Награды и премии
- Премия Фонда Макса Гайлингера[нем.] (1972)
- Премия города Цюриха имени Иоганна Якоба Бодмера (1998)
- Почётная золотая медаль кантона Цюрих (2009)[17]
- Премия Цюрихского фестиваля[нем.] (2014)[18]
- Награда за выдающиеся заслуги в ирландском зарубежье[англ.] (2023)[19]

### Основные работы
- Senn, Fritz. Joyce’s dislocutions : Essays on reading as translation / J. P. Riquelme (ed.). — Baltimore : Johns Hopkins University Press, 1984. — ISBN 0801831350.
- Senn, Fritz. Nichts gegen Joyce. Joyce versus Nothing : Aufsätze 1959—1983 / Franz Cavigelli (Hrsg.). — Zürich : Haffmans Verlag, 1984. — ISBN 978-3-251-01110-0.
- Senn, Fritz. Inductive Scrutinies : Focus on Joyce / Christine O’Neill (ed.). — Dublin : Lilliput Press, 1995.
- Senn, Fritz. Nicht nur Nichts gegen Joyce : Aufsätze über Joyce und die Welt. 1969—1999 / Friedhelm Rathjen[нем.] (Hrsg.). — Zürich : Haffmans Verlag, 1999.
- Senn, Fritz. Joycean Murmoirs : Fritz Senn on James Joyce / Christine O’Neill (ed.). — Dublin : Lilliput Press, 2007. — ISBN 978-1-84351-125-0.
  - Senn, Fritz. Zerrinnerungen : Fritz Senn zu James Joyce / Christine O’Neill (ed.) ; aus dem Englischen von Fritz Senn. — Zürich : Verlag Neue Zürcher Zeitung, 2007. — ISBN 978-3-03823-366-4.
- Senn, Fritz. Noch mehr über Joyce : Streiflichter. — Frankfurt am Main : Schöffling & Co., 2012. — ISBN 978-3-89561-333-3.
- Senn, Fritz. Ulysses Polytropos : Essays on James Joyce’s Ulysses by Fritz Senn / Frances Ilmberger[нем.] (ed.). — Leiden ; Boston : Brill Academic Pub, 2022. — ISBN 978-90-04-51670-0.

### Редактор
- James Joyce Werke : Frankfurter Ausgabe in sieben Bänden / Fritz Senn, Klaus Reichert (Hrsg.). — Frankfurt am Main : Suhrkamp Verlag, 1969—1981.
- A Conceptual Guide to Finnegans Wake / Fritz Senn, Michael H. Begnal (eds.). — University Park : Pennsylvania State University Press, 1974. — ISBN 978-0-271-01132-5.
- Materialien zu James Joyces Ein Porträt des Künstlers als junger Mann / Fritz Senn, Klaus Reichert (Hrsg.). — Frankfurt am Main : Suhrkamp Verlag, 1975. — ISBN 978-3-518-00776-1.
- Das James Joyce Lesebuch / Fritz Senn (Hrsg.). — Zürich : Diogenes Verlag, 1979.
- «Die feine Art sich Feinde zu machen.» James Abbott McNeill Whistler im Streit mit Oscar Wilde & G.K.Chesterton. — Zürich : Haffmans Verlag, 1984. — In Szene gesetzt und übersetzt von Fritz Senn.
  - [Ditto]. — Leipzig : Reclam, 2013. — ISBN 978-3-86150-613-3.
- Finnegans Wake Deutsch : Gesammelte Annäherungen / Fritz Senn, Klaus Reichert (Hrsg.). — Frankfurt am Main : Suhrkamp Verlag, 1989. — ISBN 978-3-518-11524-4.

### О Фрице Зенне
- A Collideorscape of Joyce : Festschrift for Fritz Senn / Ruth Frehner, Ursula Zeller (Hrsg.). — Dublin : Lilliput Press, 1998. — ISBN 1-901866-10-6.

## Фильмография
- The Joycean Society : video, color, 53' / Directed by Dora García[англ.] ; Introduced by Aaron Schuster. — Belgium, 2013.